# منتخب اليابان للكريكت
منتخب اليابان الوطني للكريكت (باليابانية: クリケット日本代表) هو ممثل اليابان الرسمي في المنافسات الدولية في الكريكت .